# 基莫夫斯克
53°58′N 35°32′E / 53.967°N 35.533°E
基莫夫斯克（俄语：Ки́мовск）是俄羅斯圖拉州東部的一個城市，距首府圖拉東南77公里。2002年人口33,169人。
1958年設市。城名的КИМ是共產主義青年國際（Коммунистический интернационал молодёжи）的縮寫。